# 蜂巢冰川
72°7′S 169°52′E / 72.117°S 169.867°E
蜂巢冰川（英語：Honeycomb Glacier）是南極洲的冰川，位於維多利亞地的博克格雷溫克海岸，流經韋韋爾山和蜂巢嶺，最終注入穆布賴灣，由新西蘭探險隊命名。